# Meldebereich
Der Meldebereich ist die Unterteilung von Sicherungsbereichen von Gefahrenmeldeanlagen zur Kennzeichnung des Meldeortes, z. B. um den Brandherd bzw. die Gefahrenstelle rasch und eindeutig feststellen zu können. Der Meldebereich einer Brandmeldeanlage nach DIN 14675 darf sich nur auf ein Geschoss erstrecken, einen Brandabschnitt nicht überschreiten und nicht größer sein als 1600 m² (Ausnahmen: Treppenräume und Aufzugschächte, die zu einem Meldebereich zusammengefasst werden). In den technischen Anschlussbedingungen für Brandmeldeanlagen sind ggf. Ausnahmen festgelegt. Die Meldebereiche einer Einbruchmeldeanlage sollten objekt- und schutzziel angepasst (Schutzziel) projektiert werden. 
Bei Geländeüberwachungsanlagen sollte eine Überwachungsstrecke nicht länger sein als 100 m und mindestens eine Meldergruppe umfassen. Unmittelbar nach Meldungseingang sollen der auslösende Meldebereich und die angrenzenden Teile visuell (durch Kameras) kontrolliert werden können. Dem Wachpersonal sollen maximal vier Kamerabilder für die Bewertung einer Meldung angeboten werden.